# Мяенпяя, Микко
Микко Мяенпяя (фин. Mikko Mäenpää; род. 19 апреля 1983, Тампере, Хяме) — финский хоккеист, защитник. Воспитанник клуба «Таппара».

## Карьера
Микко Мяенпяя начал свою профессиональную карьеру в 2002 году в составе клуба SM-liiga ЮП, выступая до этого за молодёжные команды родной «Таппары». В 2004 году после кратковременных командировок в клубы лиги Местис «Спорт» и «Юкурит» Микко подписал контракт до конца сезона с «Пеликанс». 1 июня 2005 года Мяенпяя принял решение вернуться в «Юкурит», заключив с ним однолетнее соглашение. В сезоне 2005/06 в составе «Юкурита» Микко стал победителем Местиса, после чего подписал двухлетний контракт с ХПК, в составе которого в сезоне 2006/07 завоевал бронзовые награды СМ-Лиги, став также лучшим снайпером турнира среди защитников, забросив 14 шайб, и попал в символическую сборную чемпионата.
Сразу после этого успеха Мяенпяя принял решение отправиться в Северную Америку, заключив однолетнее соглашение с клубом «Коламбус Блю Джекетс». Тем не менее, ему так и не удалось пробиться в НХЛ, и после 7 матчей в составе фарм-клуба «Коламбуса» «Сиракьюз Кранч» он вернулся в Финляндию. 31 января 2008 года Микко был отдан ХПК в аренду до конца сезона шведскому клубу «Шеллефтео». В сезоне 2008/09 Мяенпяя стал лучшим бомбардиром и ассистентом СМ-Лиги среди защитников, набрав 49 (12+37) очков в 64 проведённых матчах, а уже в следующем году он стал серебряным призёром турнира, вновь попав в символическую сборную чемпионата.
Перед началом сезона 2010/11 Микко подписал контракт со шведской «Фрёлундой», в составе которой в 46 матчах набрал 18 (8+10) очков. После окончания сезона стали муссироваться слухи о переходе Мяенпяя в один из клубов КХЛ, а самым настойчивым оказался хабаровский «Амур», с которым 27 мая 2011 года хоккеист заключил контракт.
5 июля 2012 года подписал двухлетний контракт с ЦСКА, однако уже 31 января 2013 года был обменян в пражский «Лев» в обмен на право выбора в первом раунде драфта юниоров КХЛ 2015 года..

### Международная
В составе сборной Финляндии Микко Мяенпяя принимал участие в юниорском чемпионате мира 2001 года, на котором он вместе с командой завоевал бронзовые медали. На взрослом уровне Микко выступал на чемпионате мира 2010 года. Также он регулярно призывается под знамёна сборной для участия в этапах Еврохоккейтура.

## Достижения

### Командные
Финляндия (мол).
- Бронзовый призёр юниорского чемпионата мира 2001.

Юкурит
- Чемпион второй лиги Финляндии: 2006.

ХПК
- Бронзовый призёр СМ-Лиги: 2007.
- Вице-чемпион СМ-Лиги: 2010.

Лев
- Финалист Кубка Гагарина: 2014.

ЮИП
- Бронзовый призёр СМ-Лиги: 2015.
- Победитель Хоккейной Лиги чемпионов: 2018.

### Индивидуальные
ХПК
- Лучший снайпер среди защитников чемпионата Финляндии (приз Юхи Рантасилы) 2007 - 14 голов.
- Лучший снайпер среди защитников чемпионата Финляндии в плей-офф  2007 - 3 гола.
- Член символической сборной чемпионата Финляндии (2): 2007, 2010.
- Лучший ассистент среди защитников чемпионата Финляндии 2008 - 36 передач.
- Лучший защитник по системе "гол +пас"  чемпионата Финляндии  2008 - 47 очков.

Амур
- Участник матча «Всех звёзд» КХЛ 2012.

Лев
- Лучший ассистент среди защитников плей-офф КХЛ 2013 - 9 передач.
- Лучший защитник по системе "гол +пас" плей-офф КХЛ 2013  - 11 очков.

Амбри-Пиотта
- Член символической сборной чемпионата Швейцарии 2016.

ЮИП
- Лучший снайпер среди защитников хоккейной Лиги Чемпионов 2018 - 4 гола.

## Статистика
| Легенда | Легенда                    | Легенда | Легенда                   | Легенда | Легенда    |
| ------- | -------------------------- | ------- | ------------------------- | ------- | ---------- |
| И       | Количество проведённых игр | Штр     | Штрафное время            | +/−     | Плюс-минус |
| Г       | Голы                       | П       | Голевые передачи          | О       | Очки       |
| -       | Статистика неизвестна      | —       | Статистика не учитывалась |         |            |